# Servocommande
Une servocommande est un système de régulation hydraulique, électro-hydraulique ou électrique permettant de contrôler très précisément la position d'un mécanisme, en particulier celle d'une gouverne des commandes de vol en aéronautique. 

## Principe
Les servocommandes utilisent le principe de retour de force négatif (negative feedback) : la valeur électrique reçue est comparée à la position du système contrôlé, en utilisant un potentiomètre intégré par exemple, et la différence de valeur est amplifiée puis utilisée pour actionner un moteur (électrique ou hydraulique) qui va corriger cette différence.

## En aéronautique

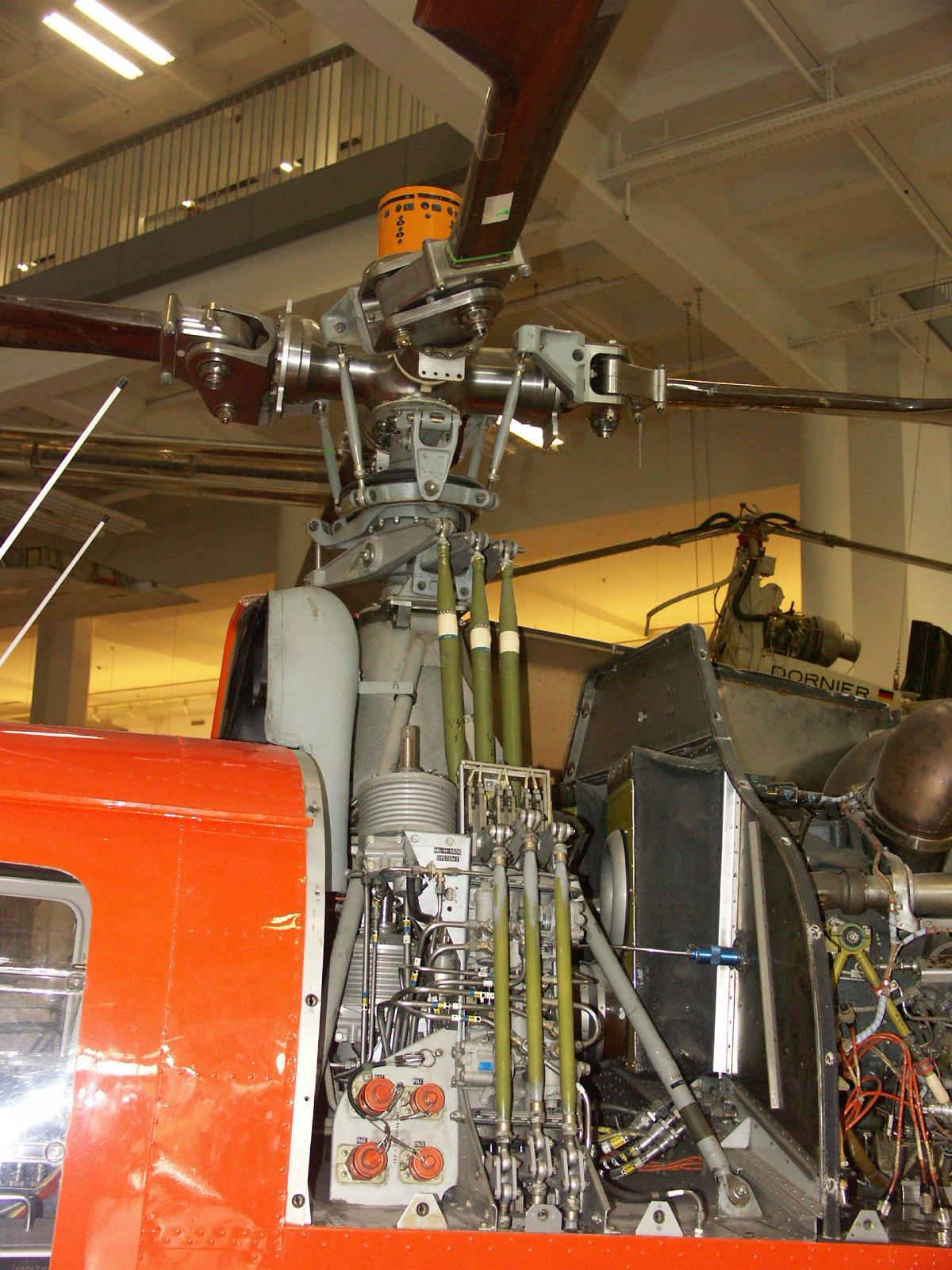
Les servocommandes de l'hélicoptère MBB Bo 105

Sur les aéronefs de grande taille, des efforts importants sont nécessaires pour actionner les gouvernes, ce qui entraîne le plus souvent l'emploi de servocommandes. Le pilote n'applique que des sollicitations très finement dosées pour actionner les gouvernes ou incliner les pales du rotor principal ou du rotor anticouple au travers du plateau cyclique dans le cas de l'hélicoptère.
Les servocommandes s'appliquent aux commandes de vol primaires qui permettent d'agir sur les trois axes principaux à savoir : 
- le lacet, par la gouverne de direction qui permet à l'avion de pivoter ou de garder la symétrie du vol ;
- le tangage, par la gouverne de profondeur (et le plan horizontal réglable) qui permet de monter ou descendre ;
- le roulis, par les gouvernes de gauchissement (ailerons), qui permettent d'agir sur l'inclinaison.

Mais aussi sur les commandes de vol secondaires : 
- volets hypersustentateurs ou becs de bord d'attaque, pour augmenter la portance ;
- aérofreins pour augmenter la trainée ou diminuer la portance.

## Utilisation dans l'industrie
Les servomoteurs peuvent être utilisés dans l'usinage CNC, l'automatisation d'usine et la robotique, entre autres utilisations. Leur principal avantage par rapport aux moteurs traditionnels à courant continu ou alternatif est l'ajout d'une rétroaction du moteur. Cette rétroaction peut être utilisée pour détecter un mouvement indésirable ou pour garantir la précision du mouvement commandé. La rétroaction est généralement fournie par un codeur quelconque. Les servos, en utilisation à changement de vitesse constant, ont un meilleur cycle de vie que les moteurs à enroulement CA typiques. Les servomoteurs peuvent également agir comme un frein en coupant l'électricité générée par le moteur lui-même.